# 西苏门答腊省
西蘇門答臘省是印度尼西亞的一個省，位於蘇門答臘西部，也包括明打威群島，兩者以明打威海峽相隔。面積42,297.30平方公里。首府巴東。下又分另外六市和十二區。

## 人口
2007年人口4,241,000人。宗教方面，佔當地人口88%的米南佳保人（又名巴東人）是穆斯林，但明打威人多信基督教。